# Багдасар Дпир
Багдаса́р Дпир (арм. Պաղտասար Դպիր; 1683 — 1768) — армянский поэт, музыкант, историк, просветитель и грамматик.

## Биография
П. Коу называет Багдасара Дпира представителем утонченного вкуса высших слоев армянского общества Константинополя. Багдасар Дпир жил и работал в трудные для Армении времена, в связи с чем лирика его работ традиционна по своей тематике и общему настроению, царившему тогда среди армян. Писал на грабаре — старейшем из известных письменных форм литературного армянского языка.
Исследователи творчества Дпира обращают внимание на его стихотворение «К мамоне», которое по содержанию оригинально для армянской поэзии той поры. Дпир задался целью разгадать, в чём власть денег, власть богатства. В стихотворении он пытался показать, как эта власть сильна, как  губительна, и пишет он о мамоне с точки зрения народной морали, отказывающей этому страшному божеству в почестях, которые щедро воздают ему богачи. Несмотря на то, что его стихи, также как и стихи его ученика Петроса Капанци, не всегда были доступны простолюдину, некоторые из них сложились в песни и  распевались в народе, чему во многом способствовала музыкальность его стихов и музыка к песням.